# Park Chung-hee
El general Park Chung-hee (en hangul: 박정희, en hanja: 朴正熙) (Seonsan, 14 de novembre de 1917 - Seül, 26 d'octubre de 1979) va ser un polític i militar sud-coreà, que ocupà els càrrecs de primer ministre el 1962 i de president interí de 1962 a 1963. Més endavant fou president de la República de Corea de 1963 fins al seu assassinat el 1979.

## Biografia
Park va nàixer a Seonsan, una menuda localitat pròxima a Daegu. Va ser el vuitè xiquet d'una família pobra de camperols. Durant la seua infància va començar a estudiar amb la intenció de convertir-se en professor i el 1937 va obtenir les millors notes de la seua promoció, pel que va poder començar a exercir l'ensenyament. El 1939 va ingressar en l'escola militar japonesa de Manxukuo. A causa de les polítiques japoneses el seu nom en eixe territori va passar a ser Masao Takaki (高木正雄). Després de graduar-se el 1942, va arribar a segon tinent de l'exèrcit japonès el 1944.
A l'acabar la Segona Guerra Mundial va retornar a Corea. El 1946 va ingressar en l'Acadèmia Militar Coreana, on es va llicenciar com capità, i després va passar al Cos de Policia (futures Forces Armades Coreanes). Durant la Guerra de Corea va ascendir en l'escalafó militar fins a arribar a brigadier general el 1953. Després de concloure el conflicte, va viatjar als Estats Units per completar la seua formació militar. Al seu retorn, el 1957 va ser nomenat membre de l'Estat Major de l'Exèrcit sud-coreà.

### Tercera República

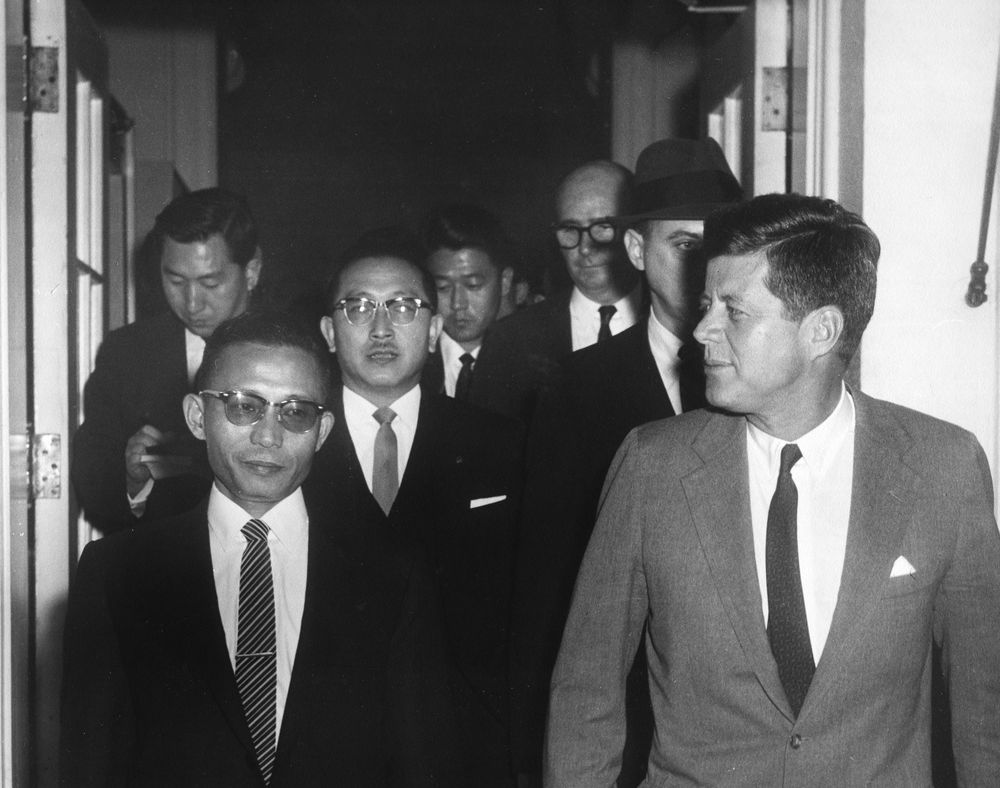
Park Chung-hee i John Fitzgerald Kennedy a la Casa Blanca, novembre de 1961.

Entre altres mesures, i amb la justificació de combatre una hipotètica expansió del comunisme, es va suspendre la llibertat de premsa, es van restringir les llibertats personals i es va censurar a l'oposició política. A més es va crear un servei nacional secret conegut com a KCIA (Agència Central Secreta Coreana).
En el moment que Park va arribar al poder, la renda per capita d'un sud-coreà era de només 72 dòlars i Corea del Nord comptava amb un exèrcit i indústria més desenvolupats, gràcies al suport financer i tècnic de la Unió Soviètica. Per eixa raó, Chung-hee va millorar les relacions amb els Estats Units per afavorir la inversió i establiment de grans conglomerats (chaebol) en el Sud, amb el suport de les multinacionals nord-americanes. Més tard es van fer públics els incentius econòmics que rebien els congressistes americans de part de la diplomàcia sud-coreana, per tal que aprovessis l'augment del fons d'ajudes.
Corea del Sud va canviar així el seu model econòmic, al passar de l'agricultura a la indústria, i va poder superar en el pla econòmic a l'estat regit per Kim Il-sung. D'altra banda, va normalitzar també les relacions diplomàtiques amb Japó. Park va aconseguir la reelecció el 1967 i 1971.

### Quarta República
A causa del creixent nombre de protestes per l'absència de llibertats i l'augment de la seua impopularitat, el 1972 Chung-hee va declarar la llei marcial i va aprovar una nova Constitució de caràcter autoritari, coneguda com a Yushin, que li atorgava tots els poders i augmentava la repressió en el país, durant el procés conegut com a Restauració d'Octubre. La nova carta magna li atorgava reeleccions indefinides de mandats que duraven sis anys, i en la pràctica solament es permetia la presentació d'un candidat a la Presidència. Sense oposició, va vèncer en els comicis de 1973 i 1978.

Kim Jae-Kyu al seu judici per l'assassinat del President

El 1974 un agent nord-coreà va intentar assassinar-lo mentre donava un discurs. Encara que va fallar en el seu intent, la trajectòria de les bales van arribar a la seua esposa Yuk Young-soo, que va morir.
Les més grans demostracions de descontentament contra el govern de Park Chung-hee es van produir en el seu últim any de vida. El 1979 va haver múltiples protestes contra l'expulsió d'un membre opositor de l'Assemblea Nacional. A més, els estudiants universitaris van iniciar un moviment per demanar l'establiment de la democràcia. En ambdós casos van ser durament reprimits per la policia i l'exèrcit.
El 26 d'octubre de 1979 Park Chung-hee va ser assassinat per Kim Jae-gyu, llavors director de la KCIA. En l'atemptat també va morir Cha Ji-cheol, cap dels guardaespatlles del president. Kim va declarar que va cometre el magnicidi per un acte de patriotisme, al considerar-lo un obstacle per la democràcia. Altres versions asseguren que Kim estava gelós de l'ascens de Cha, qui s'havia convertit en el nou home de confiança de Park. El magnicida va ser executat el maig de 1980.

## Llegat
Park Chung Hee continua sent una figura controvertida a Corea del Sud. L'era Park de divuit anys es considera un dels temes més controvertits per al públic, els polítics i els estudiosos coreans. L'opinió es divideix sobre el seu llegat, entre els que atribueixen a Park les seves reformes i els que condemnen la seva manera autoritària de governar el país, sobretot després del 1971. Les generacions més grans que van passar la seva edat adulta durant el govern de Park solen acreditar a Park per construir la base econòmica del país i protegir el país de Corea del Nord, a més de portar Corea a la prominència econòmica i mundial. Park va ser catalogat com un dels deu millors Asiàtics del segle per la revista Time el 1999. Una enquesta d'opinió pública de Gallup Korea d'octubre de 2021 va mostrar Park Chung Hee, Roh Moo-hyun i Kim Dae-jung com els presidents més ben valorats de la història de Corea del Sud. L'enquesta va mostrar que Park va rebre una puntuació de favorabilitat del 72% i del 82% de ciutadans d'entre 50 i 60 anys i més de 60 anys, respectivament, i una puntuació de favorabilitat del 43% i 64% de ciutadans d'entre 20 i 30 anys, i 30-40 anys, respectivament.
Park Geun-hye, la filla gran de Park, es va convertir en l'11è president de Corea del Sud i la primera dona presidenta de Corea del Sud. La filiació de Park Geun-hye va ser una font considerable de controvèrsia durant les eleccions presidencials de 2012 i durant tota la seva administració, ja que els detractors la van descriure com la filla d'un dictador. Park va ser destituida del càrrec i després condemnada a 27 anys de presó com a conseqüència d'un escàndol de tràfic d'influències. També es creu que el domini de Park és una de les principals causes del regionalisme, que avui dia és un problema greu a Corea.

### Impacte econòmic
Park ha estat reconegut i respectat per molts sud-coreans com un líder excepcionalment eficient, a qui se li atribueix que Corea del Sud ha fet econòmicament el que és avui. Park va liderar el Miracle al riu Han, un període de ràpid creixement econòmic a Corea del Sud. Sota el domini de Park, Corea del Sud va posseir una de les economies nacionals de més ràpid creixement durant les dècades de 1960 i 1970. Segons la Fundació Gapminder, la pobresa extrema es va reduir del 66,9% el 1961 a l'11,2% el 1979, fent una de les reduccions de pobresa més ràpides i més grans de la història de la humanitat. Aquest creixement també va incloure la disminució de la mortalitat infantil i l'augment de l'esperança de vida. Entre 1961 i 1979, la mortalitat infantil va disminuir un 64%, la tercera disminució més ràpida de la mortalitat infantil de qualsevol país amb més de 10 milions d'habitants durant el mateix període. El creixement econòmic va continuar després de la mort de Park i després de considerables turbulències polítiques arran del seu assassinat i el cop d'estat militar del dotze de desembre.

### Autoritarisme
Park és considerat com un dictador altament repressiu que va restringir les llibertats i va cometre abusos als drets humans durant el seu govern. Dissolvent la constitució per permetre-li un govern sense oposició, el xantatge, la detenció, l'empresonament i l'assassinat per part de Park de figures de l'oposició estan ben documentats. La nova constitució que el President Park va implementar després de la declaració de l'estat d'excepció el 1971 li va donar la facultat de nomenar un terç dels membres de l'Assemblea Nacional i fins i tot va prohibir les crítiques a la constitució i al president. També hi va haver moltes gestes econòmiques establertes durant el règim de Park, incloent l’autopista Gyeongbu, POSCO, els famosos plans quinquennals de Corea del Sud i el moviment de la nova comunitat. El 1987, Corea del Sud es va democratitzar com a resultat del moviment June Struggle.
Kim Dae-jung, un opositor en cap pro-democràcia de Park que va ser segrestat, arrestat i condemnat a mort per l'administració de Park, més tard va exercir com a vuitè president de Corea del Sud. El 24 d'octubre de 2007, després d'una investigació interna, el Servei Nacional d'Intel·ligència (NIS) de Corea del Sud va admetre que el seu precursor, l'Agència Central d'Intel·ligència de Corea (KCIA), va emprendre el segrest del líder de l'oposició i futur president Kim Dae-jung, dient que havia almenys el suport tàcit de l'aleshores líder Park Chung Hee.

### Relació amb el Japó
Park va ser acusat per alguns de tenir tendències pro-japoneses. Park és responsable de l'inici d'una relació normalitzada amb el Japó i avui Japó és un dels principals socis comercials de Corea del Sud, només superat per la República Popular de la Xina i els Estats Units. Les polítiques estatals nacionalistes (국가주의,國家主義) de l'administració de Park Chung-hee van estar influenciades pel sistema econòmic de Manchukuo i la política estatista japonesa d'abans de la guerra. La filosofia política de Park Chung-hee va ser influenciada per Ikki Kita i Nobusuke Kishi.
El Centre de Veritat i Justícia Històriques de Corea del Sud (CHTJ) descriu Park com a col·laborador del Japó imperial ( chinilpa) al seu controvertit  Dictionary of Pro-Japanese Collaborators (친일인명사전) i Museu d’Història Colonial Japonesa a Corea.
La relació de Park amb el Japó s'ha examinat àmpliament. Chong-Sik Lee assenyala que l'admiració de Park tant per l'almirall Yi Sun-sin com per l'Imperi del Japó pot semblar contradictòria. Lee argumenta que l'admiració de Park pel Japó es pot explicar per la seva baixa opinió sobre l'antiga dinastia Joseon. Park va veure que els reis anteriors i la noblesa no havien aconseguit proporcionar educació i mobilitat econòmica a la vida dels coreans corrents com ell.

### Memorials
Actualment existeixen uns quants monuments commemoratius al parc. Una de les cases del parc a Seül és ara Patrimoni Cultural Registrat Nacional. El Museu Presidencial de Park Chung-hee es va obrir el 2021.